# Laiz
Laiz (prononciation lɛz) est une commune française, située dans le département de l'Ain en région Auvergne-Rhône-Alpes. Commune de 1292 habitants en 2022  appartenant au canton de Vonnas, Laiz appartient à l'unité urbaine de Pont-de-Veyle, ce qui lui permet de connaître une croissance démographique depuis quelques années.
Les habitants sont appelés les Laiziens et les Laiziennes.
Elle forme avec Crottet et Pont-de-Veyle l'unité urbaine de Crottet - Pont-de-Veyle.

## Géographie

### Localisation
Laiz est localisée dans la région naturelle de la Bresse près de la région de la Dombes. La commune du centre du canton de Vonnas se situe à 11 km à au sud-est de Mâcon, à 32 km à l'ouest de Bourg-en-Bresse, à 68 km au nord de Lyon et à 405 km au sud de Paris.
La population est principalement concentrée en un seul lieu avec des hameaux proches les uns des autres, les plus importants étant les Dîmes et Mons. Toutefois, on trouve des écarts dont Pin, la Place, le Foulon, Bois des Vaches et la Devez.

### Points extrêmes
- Nord : Les Pendannes, 46° 15′ 36″ N, 4° 52′ 12″ E
- Est : Les Charpines, 46° 14′ 37″ N, 4° 56′ 10″ E
- Sud : Champ Rion, 46° 13′ 57″ N, 4° 53′ 58″ E
- Ouest : Les Courtelardes, 46° 14′ 53″ N, 4° 51′ 54″ E

### Hydrographie

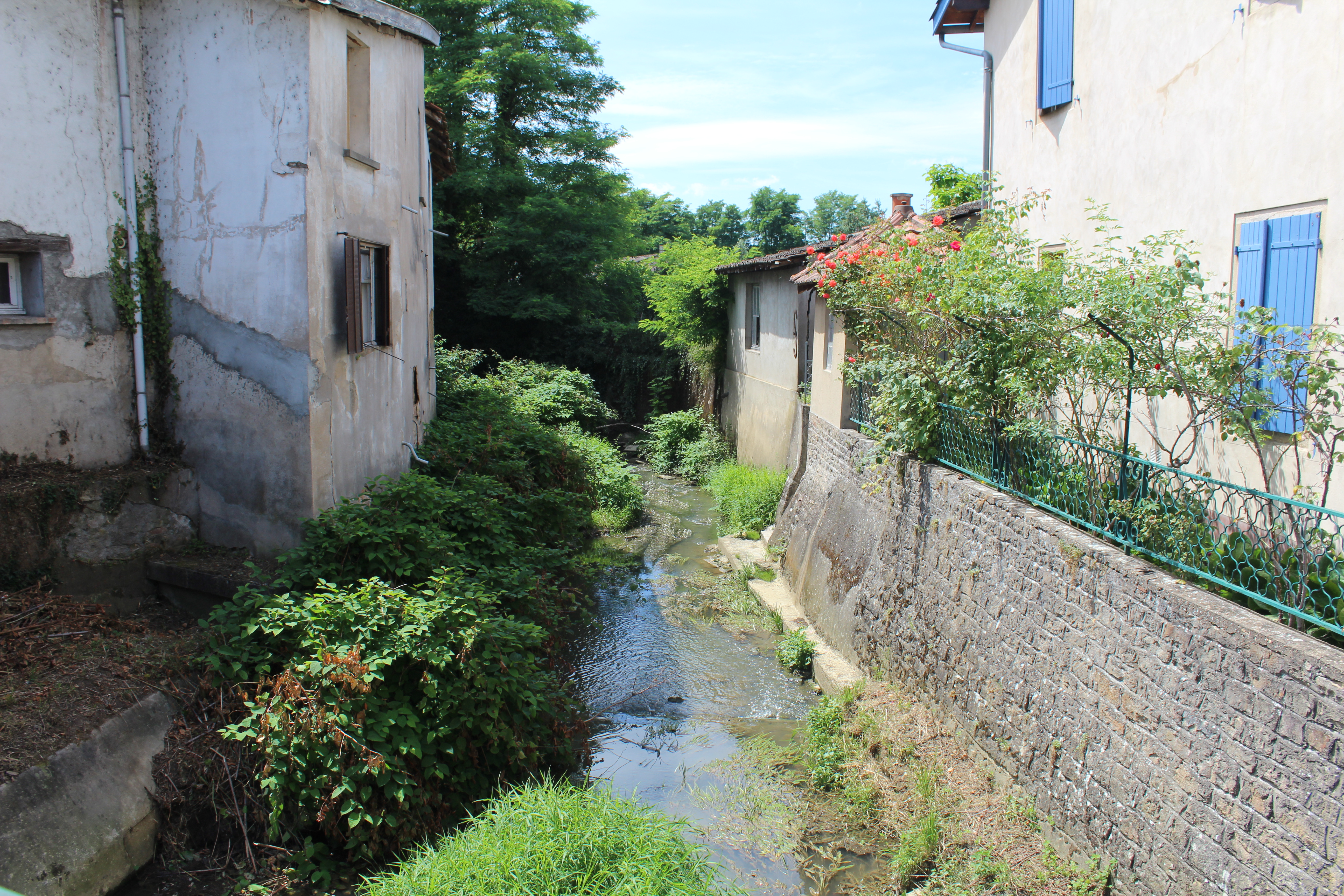
Le Bief de Malivert, Laiz est à gauche et Pont-de-Veyle à droite.

- La Veyle traverse le nord-est de Laiz vers Les Grenouillères et forme une frontière avec Saint-Jean-sur-Veyle.
- La Petite Veyle traverse aussi le nord-est de Laiz en deux parties séparées par la Veyle. Ces deux rivières forme la totalité de la frontière formée avec Saint-Jean.
- Le Bief de Malivert prend sa source au sud de Pin puis traverse le nord-ouest de la commune qui sépare le village de Pont-de-Veyle.
- Le Bief de la Suisse naît dans la commune et traverse l'est du bourg avant de se jeter dans le Bief de Malivert.

### Climat
Pour des articles plus généraux, voir Climat d'Auvergne-Rhône-Alpes et Climat de l'Ain.
En 2010, le climat de la commune est de type climat océanique altéré, selon une étude du CNRS s'appuyant sur une série de données couvrant la période 1971-2000. En 2020, Météo-France publie une typologie des climats de la France métropolitaine dans laquelle la commune est dans une zone de transition entre le climat semi-continental et le climat de montagne et est dans la région climatique Bourgogne, vallée de la Saône, caractérisée par un bon ensoleillement (1 900 h/an), un été chaud (18,5 °C), un air sec au printemps et en été et des vents faibles.
Pour la période 1971-2000, la température annuelle moyenne est de 12,1 °C, avec une amplitude thermique annuelle de 18,6 °C. Le cumul annuel moyen de précipitations est de 883 mm, avec 10,1 jours de précipitations en janvier et 7,2 jours en juillet. Pour la période 1991-2020, la température moyenne annuelle observée sur la station météorologique de Météo-France la plus proche, « Mâcon », sur la commune de Charnay-lès-Mâcon à 10 km à vol d'oiseau, est de 12,3 °C et le cumul annuel moyen de précipitations est de 833,7 mm,. Pour l'avenir, les paramètres climatiques de la commune estimés pour 2050 selon différents scénarios d'émission de gaz à effet de serre sont consultables sur un site dédié publié par Météo-France en novembre 2022.

### Voies de communication et transports

Axes de communication.

#### Réseau routier

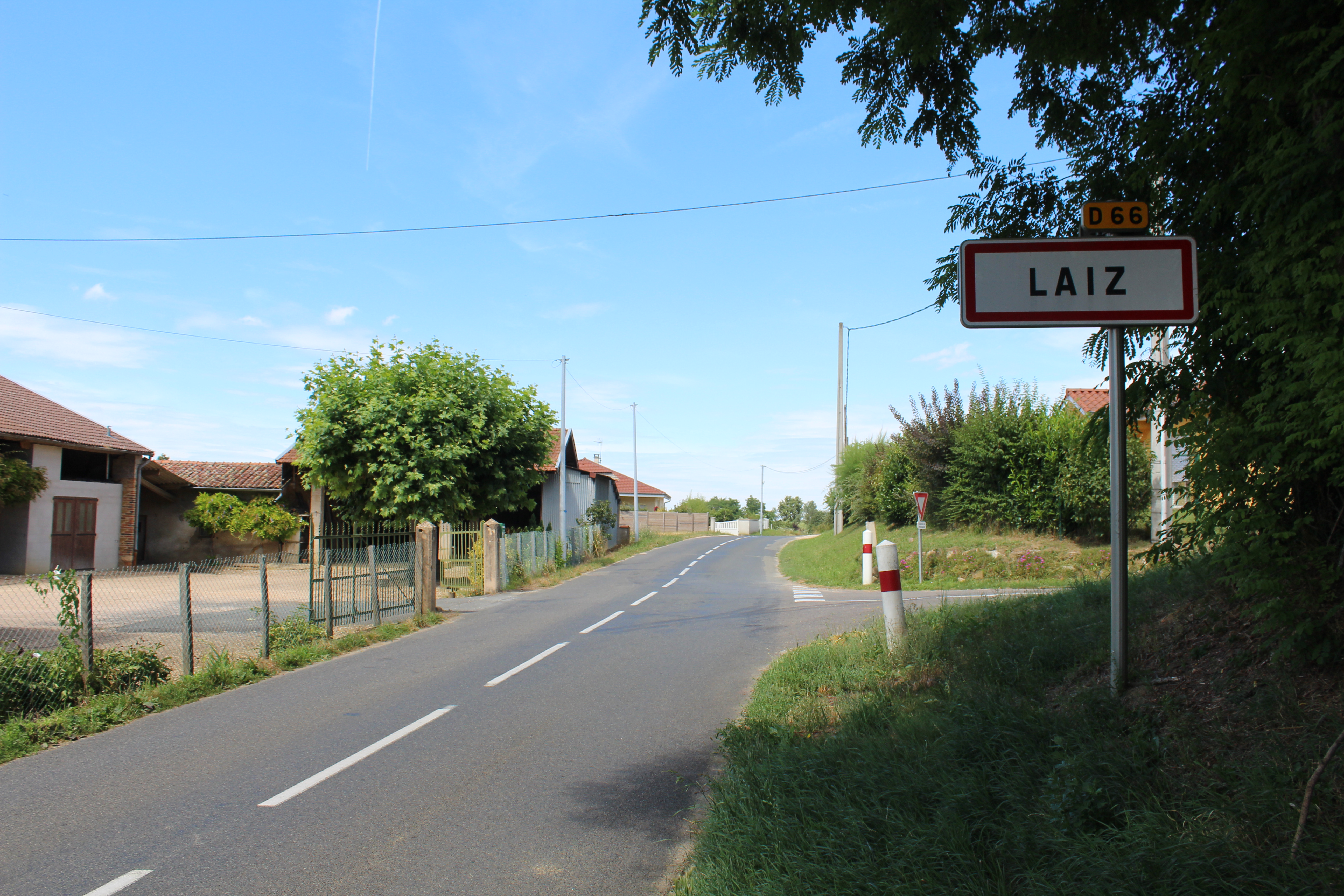
Entrée dans le village sur la route D 66.

- La route départementale D 2 passe à l'est du bourg et traverse le hameau les Dîmes. Il joint Pont-de-Veyle au nord à Châtillon-sur-Chalaronne au sud et c'est le long de cette route qu'on trouve le cœur économique de Laiz.
- La route départementale D 933 passe à l'ouest du bourg et traverse le hameau de Mons. Il relie Pont-de-Veyle au nord à Thoissey au sud après avoir traversé Les Leynards (Garnerans) et Bas Mizériat (Saint-Didier-sur-Chalaronne).
- La route départementale D 66 traverse le village du nord au sud. Elle relie Illiat et Cruzilles-lès-Mépillat au sud à Pont-de-Veyle au nord.
- La route départementale D 66g est une voie mineure qui se détache de la D 66 au niveau de la gendarmerie avant de finir au niveau de l'église même si une voie communale prend le relais jusqu'au Bois des Vaches.

Aucune autoroute ne traverse la commune bien qu'il en existe trois à proximité.
- L'autoroute A40 (Mâcon - Genève), portion de la Route Centre-Europe Atlantique Bordeaux/Nantes - Annemasse, est un axe de communication permet de rejoindre la préfecture de l'Ain ainsi que les villes du Bugey.
- L'autoroute A6 est une autoroute passant à une dizaine de kilomètres du bourg reliant Paris à Lyon. Elle est accessible depuis la gare de péage de Mâcon-Sud.
- L'autoroute A406 est une autoroute reliant l'A40 et l'A6, elle permet de contourner le sud de Mâcon.

#### Voies ferroviaires

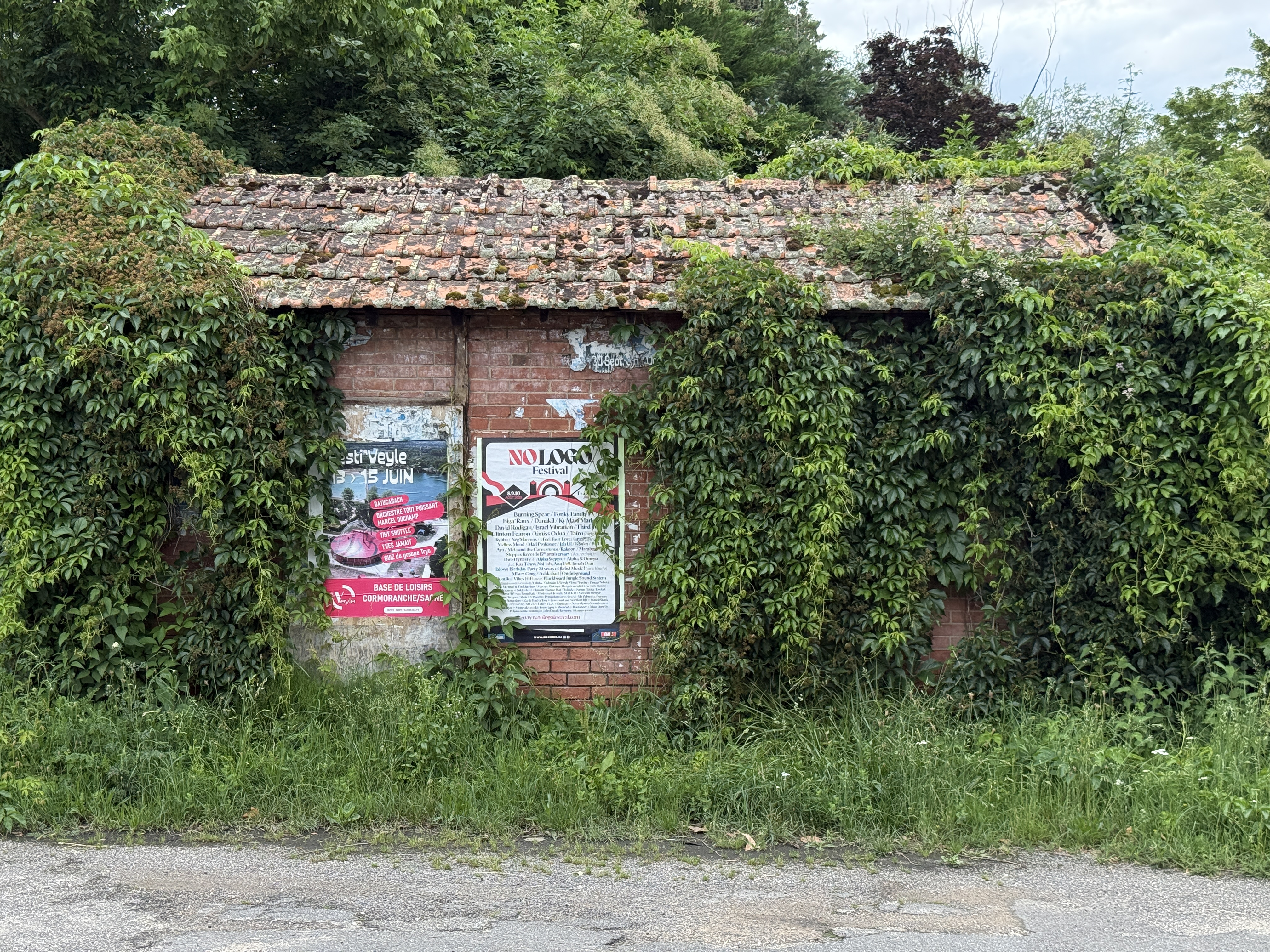
Bâtiment de l'ancienne halte aux Dîmes.

Au début du XXe siècle, avec l'exploitation du réseau des tramways de l'Ain, la commune était traversée par la ligne de Trévoux à Saint-Trivier-de-Courtes longue de 81 km. Elle longeait la ligne PLM et desservait la commune par l'intermédiaire d'une halte aux Dîmes qui fut rapidement transformée en gare. Avant 1940, ce réseau ferroviaire ferma et fut remplacé par un service de transport par cars.
Aujourd'hui, aucune voie ne traverse la commune qui bénéficie toutefois de plusieurs lignes ferroviaires. La ligne de Mâcon à Ambérieu, desservie par les TER de la région Rhône-Alpes, s'arrête à la gare de Pont-de-Veyle installée à Crottet. De plus, la ligne traditionnelle Paris - Marseille via Dijon passe à Mâcon, notamment la gare de Mâcon-Ville qui accueille les trains TER venant de Dijon et de Lyon ainsi que quelques TGV reliant le nord-est de la France à la Méditerranée. Enfin, la ligne à grande vitesse Paris - Lyon - Marseille reliant Paris à Lyon et Marseille passe dans les communes voisines de l'ouest (Grièges et Cruzilles-lès-Mépillat). La gare la plus proche reliée à la voie est la gare de Mâcon-Loché-TGV, au sud-ouest de Mâcon.

#### Transport fluvial
La Saône, qui marque la frontière ouest du département de l'Ain, est navigable à grand gabarit européen depuis Verdun-sur-le-Doubs jusqu'à Lyon. Elle constitue un axe de transport fluvial important entre l'est et la Méditerranée. Mâcon possède un port fluvial et la Saône est aussi appréciée pour le tourisme fluvial.

#### Transport aérien
- La chambre de commerce et d'industrie de Saône-et-Loire gère un petit aéroport à Charnay, au sud-ouest de Mâcon.
- Les habitants de la commune doivent se rendre à l'aéroport de Lyon-Saint-Exupéry distant de 76 kilomètres ou bien à l'aéroport de Genève distant de 151 kilomètres pour effectuer des vols vers l'international.

## Urbanisme

### Typologie
Au 1er janvier 2024, Laiz est catégorisée bourg rural, selon la nouvelle grille communale de densité à 7 niveaux définie par l'Insee en 2022.
Elle appartient à l'unité urbaine de Crottet-Pont-de-Veyle, une agglomération intra-départementale dont elle est ville-centre,. Par ailleurs la commune fait partie de l'aire d'attraction de Mâcon, dont elle est une commune de la couronne,. Cette aire, qui regroupe 105 communes, est catégorisée dans les aires de 50 000 à moins de 200 000 habitants,.

### Occupation des sols
L'occupation des sols de la commune, telle qu'elle ressort de la base de données européenne d’occupation biophysique des sols Corine Land Cover (CLC), est marquée par l'importance des territoires agricoles (88,7 % en 2018), en diminution par rapport à 1990 (93 %). La répartition détaillée en 2018 est la suivante : 
terres arables (38 %), zones agricoles hétérogènes (33,7 %), prairies (16,9 %), zones urbanisées (11,3 %).
L'évolution de l’occupation des sols de la commune et de ses infrastructures peut être observée sur les différentes représentations cartographiques du territoire : la carte de Cassini (XVIIIe siècle), la carte d'état-major (1820-1866) et les cartes ou photos aériennes de l'IGN pour la période actuelle (1950 à aujourd'hui).

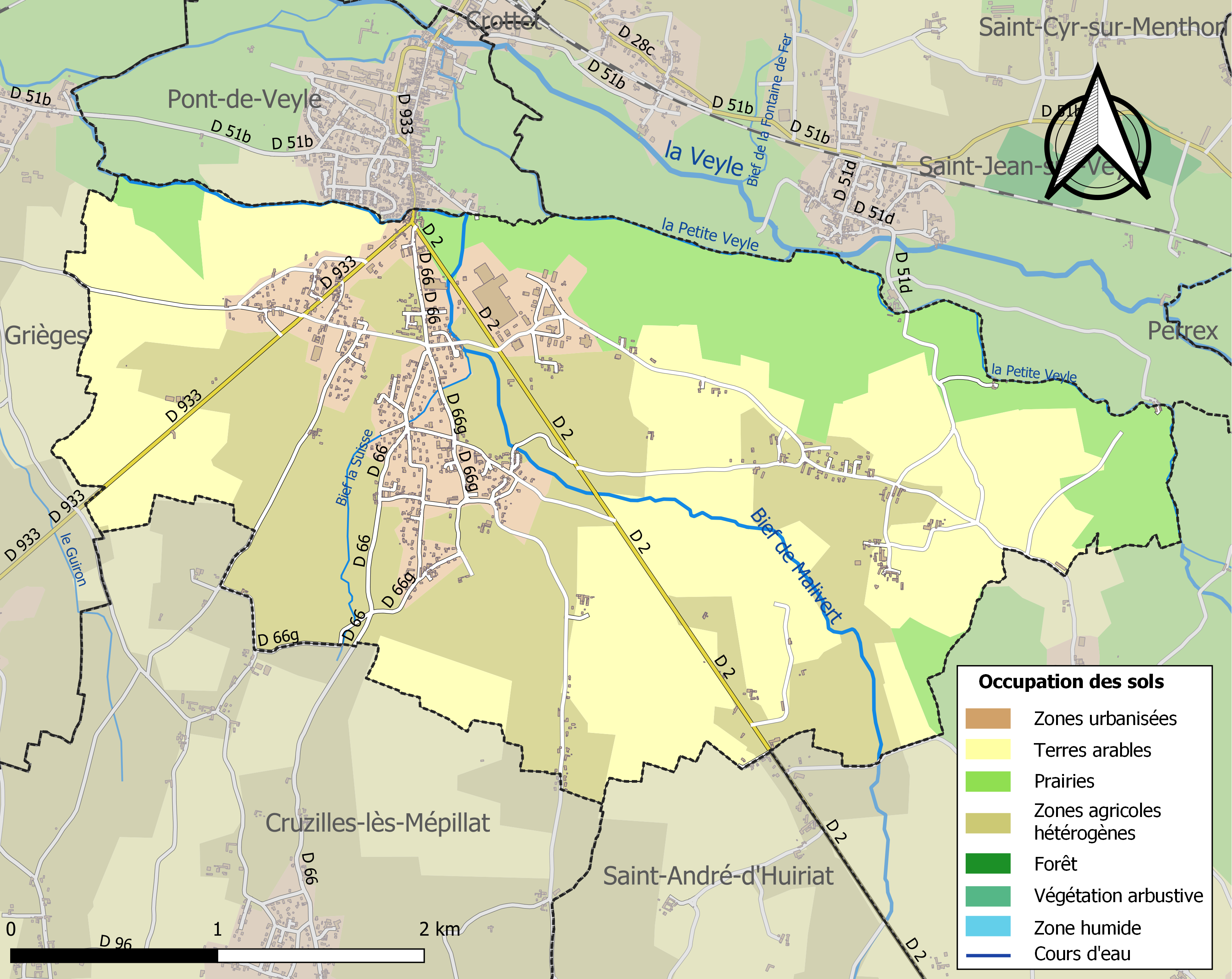
Carte des infrastructures et de l'occupation des sols de la commune en 2018 (CLC).

## Toponymie

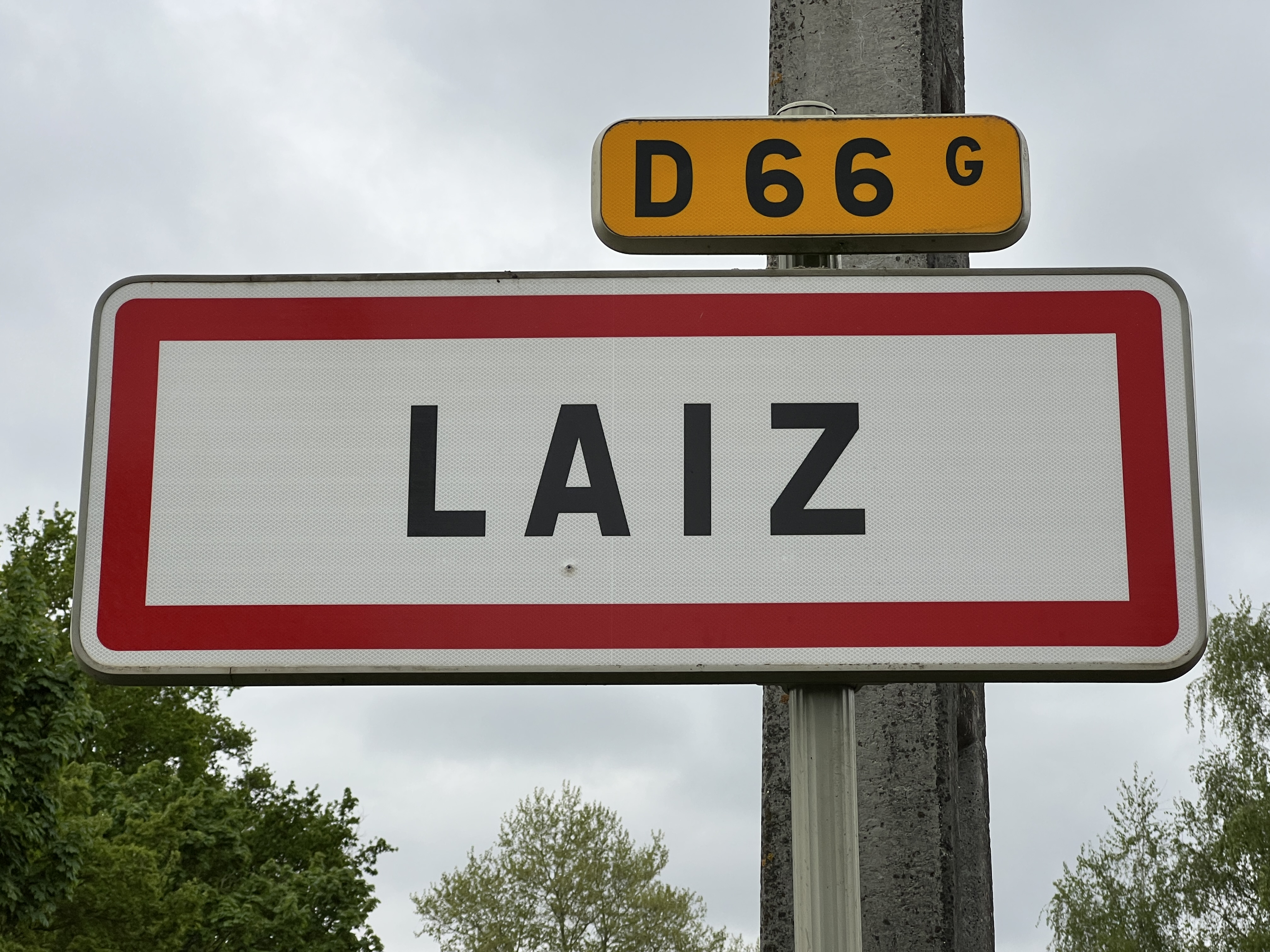
Panneau d'entrée du village.

### Liste des anciens noms de la commune
La première mention du village date de 1152 sous le nom de Lais, la deuxième est Layz qui date de 1186. Selon les titres de Laumusse, Laz était utilisé pour se référer au village autour de 1238 mais selon le Grand cartulaire d'Ainay, Lays était privilégié autour de l'année 1250.
L'année 1492 marque la première apparition du nom actuel Laiz dans les archives de l'Ain. Si l'on se réfère aux pancartes des droits de cire datant de 1506, le nom était Leiz à cette époque.
Lay est mentionné en 1521 pour citer le village alors que c'est Lez qu'il l'est autour de 1563 selon les archives de la Côte-d'Or.
Enfin, en 1656, le nom de la commune est Laix avant que Laiz redevienne le nom actuel au XVIIIe siècle.

### Origine du nom
Laiz vient du franco-provençal laix, lay, laye ou lex qui signifie bois taillis ou forêt.

## Histoire
- En 1601, après la fin de la guerre franco-savoyarde qui se termine par le traité de Lyon, Laiz intègre la France avec l'acquisition de celle-ci de la Bresse, du Bugey, du Valromey et du pays de Gex. Elle est par la suite intégrée à la province bourguignonne.
- Entre 1790 et 1795, elle devient une municipalité du canton de Pont-de-Veyle, et dépendait du district de Châtillon-les-Dombes.

## Politique et administration

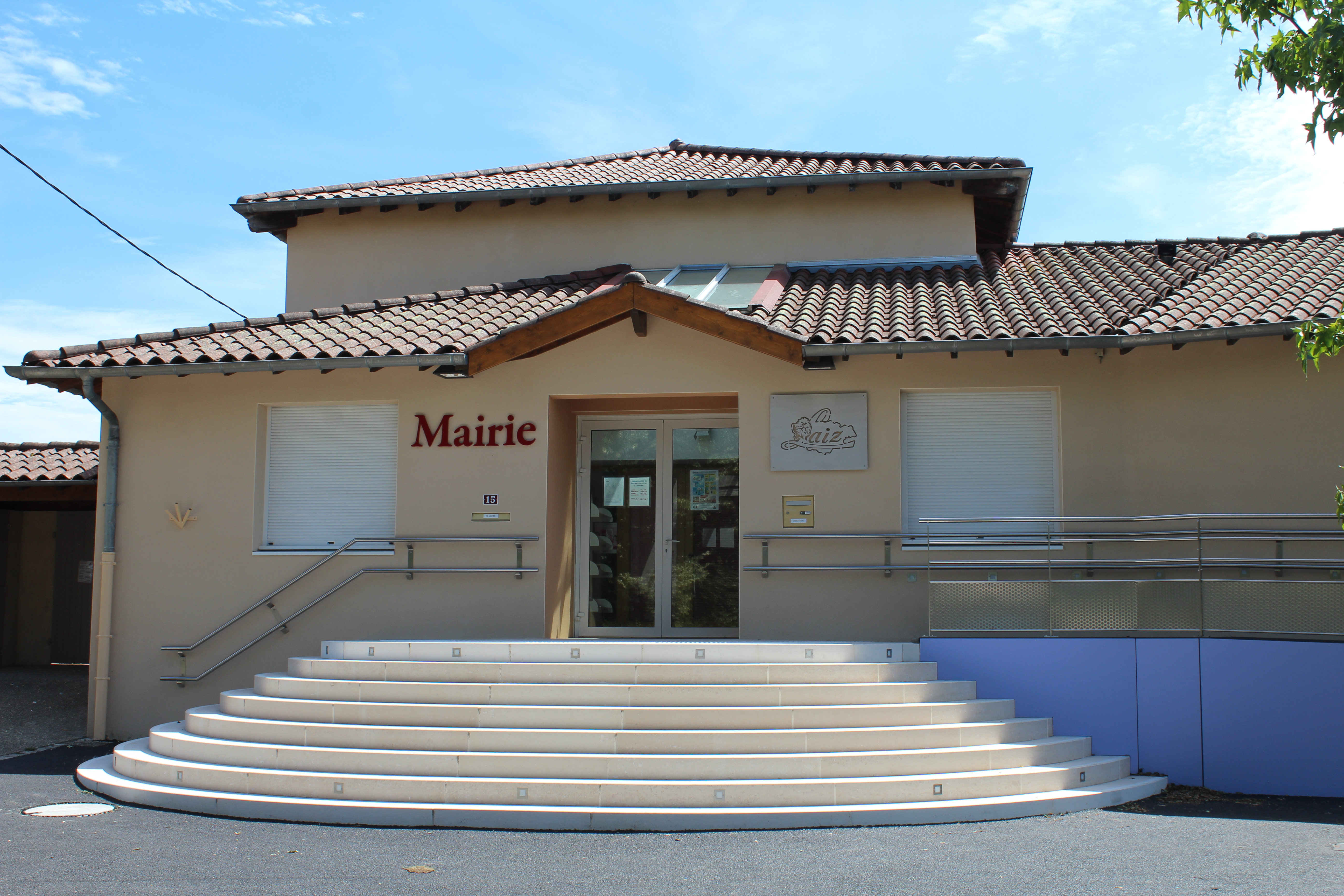
Mairie de la commune.

### Administration municipale
Quinze membres forment le conseil municipal dont le maire et ses quatre adjoints. Ces membres sont répartis dans six commissions : finances et économie, social, urbanisme et cours d'eau, communication et lien social, bâtiment, voirie et environnement.

### Maires successifs
| Période                                  | Période   | Identité            | Étiquette | Qualité                                        |
| ---------------------------------------- | --------- | ------------------- | --------- | ---------------------------------------------- |
| avant 1978                               | mars 2001 | Jean-Marie Beaudet  | DVD       | Agriculteur, député-suppléant de Paul Barberot |
| mars 2001                                | mai 2020  | Yves Zancanaro      | SE        | Professeur                                     |
| mai 2020                                 | En cours  | Sébastien Schauving |           | Infirmier                                      |
| Les données manquantes sont à compléter. |           |                     |           |                                                |

### Tendances politiques et résultats
| Scrutin             | Scrutin             | 1er tour | 1er tour | 1er tour | 1er tour | 1er tour    | 1er tour | 1er tour | 1er tour     | 1er tour | 1er tour | 1er tour   | 1er tour | 2d tour | 2d tour | 2d tour | 2d tour | 2d tour | 2d tour |
| Scrutin             | Scrutin             | 1er      | 1er      | %        | 2e       | 2e          | %        | 3e       | 3e           | %        | 4e       | 4e         | %        | 1er     | 1er     | %       | 2e      | 2e      | %       |
| ------------------- | ------------------- | -------- | -------- | -------- | -------- | ----------- | -------- | -------- | ------------ | -------- | -------- | ---------- | -------- | ------- | ------- | ------- | ------- | ------- | ------- |
| Présidentielle 2017 | Présidentielle 2017 |          | FN       | 27,55    |          | EM          | 24,06    |          | LR           | 16,80    |          | LFI        | 15,05    |         | EM      | 58,97   |         | FN      | 41,03   |
| Présidentielle 2022 | Présidentielle 2022 |          | LREM     | 30,88    |          | RN          | 26,53    |          | LFI          | 13,47    |          | REC        | 8,98     |         | LREM    | 52,03   |         | RN      | 47,97   |
| Législatives 2022   | 4e                  |          | RN       | 25,92    |          | LFI (NUPES) | 20,41    |          | LREM (diss.) | 16,33    |          | LREM (ENS) | 13,47    |         | RN      | 60,10   |         | LFI     | 39,90   |
| Législatives 2024   | 4e                  |          | RN       | 43,97    |          | EELV (NFP)  | 22,60    |          | HOR (ENS)    | 20,61    |          | LR         | 10,84    |         | RN      | 50,30   |         | HOR     | 49,70   |

### Jumelages
| Straubenhardt Laiz |

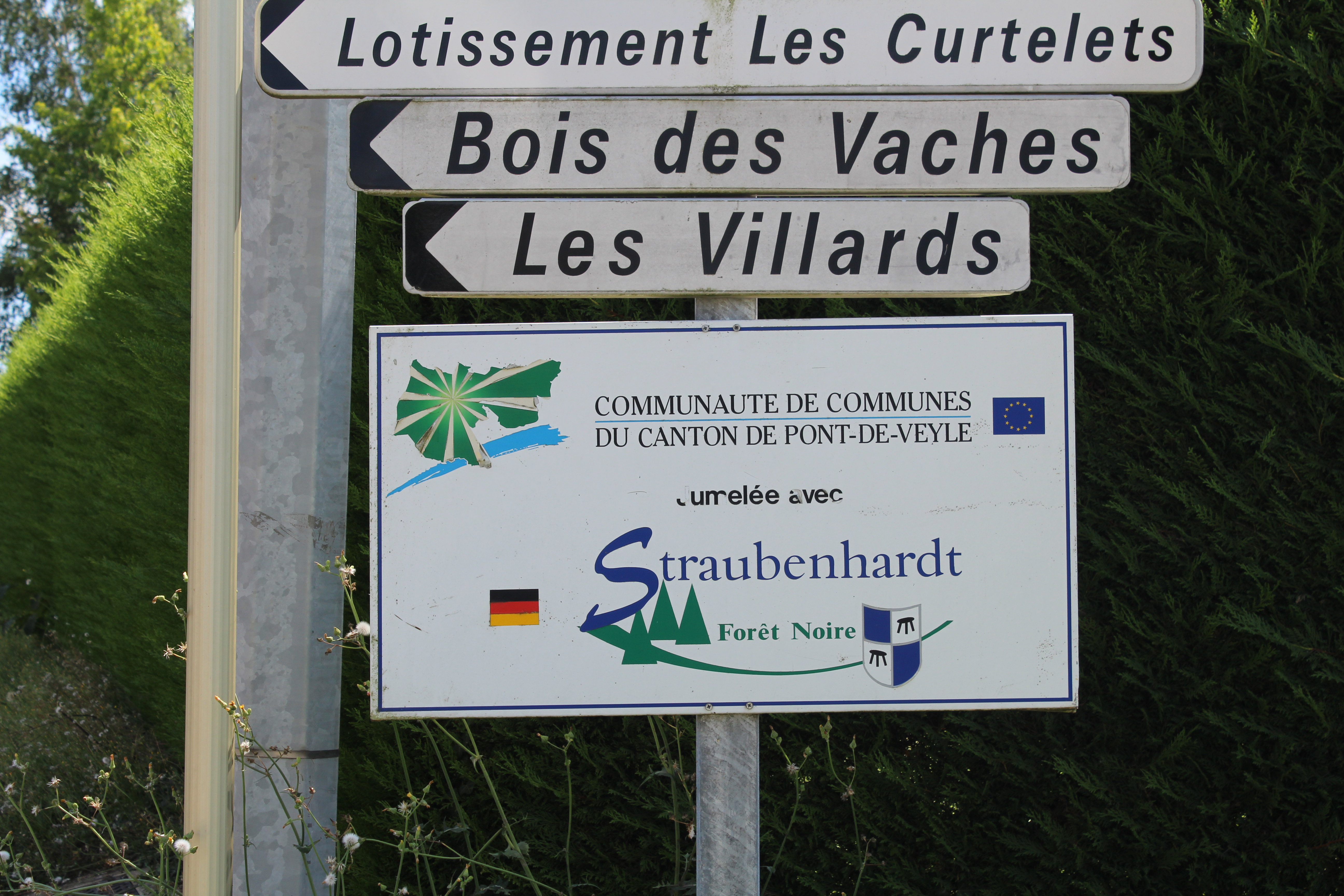
Panneau annonçant le jumelage avec Straubenhardt.

La communauté de communes du canton de Pont-de-Veyle dont la commune fait partie est jumelée avec la commune de Straubenhardt localisée dans le Bade-Wurtemberg ( Allemagne) à la porte nord de la Forêt-Noire entre Karlsruhe et Pforzheim. Après quelques échanges entre associations en 1999, le jumelage entre Straubenhardt et le canton de Pont-de-Veyle a été concrétisé par la signature de la Charte lors de la grande fête organisée au Château de Pont-de-Veyle en 2000.

## Population et société

### Démographie
L'évolution du nombre d'habitants est connue à travers les recensements de la population effectués dans la commune depuis 1793. Pour les communes de moins de 10 000 habitants, une enquête de recensement portant sur toute la population est réalisée tous les cinq ans, les populations de référence des années intermédiaires étant quant à elles estimées par interpolation ou extrapolation. Pour la commune, le premier recensement exhaustif entrant dans le cadre du nouveau dispositif a été réalisé en 2006.

En 2022, la commune comptait 1 292 habitants, en évolution de +6,51 % par rapport à 2016 (Ain : +5,15 %, France hors Mayotte : +2,11 %).
| 1793 | 1800 | 1806 | 1821 | 1831 | 1836 | 1841 | 1846 | 1851 |
| ---- | ---- | ---- | ---- | ---- | ---- | ---- | ---- | ---- |
| 453  | 434  | 452  | 529  | 522  | 584  | 581  | 585  | 594  |

| 1856 | 1861 | 1866 | 1872 | 1876 | 1881 | 1886 | 1891 | 1896 |
| ---- | ---- | ---- | ---- | ---- | ---- | ---- | ---- | ---- |
| 590  | 580  | 563  | 566  | 520  | 509  | 484  | 475  | 516  |

| 1901 | 1906 | 1911 | 1921 | 1926 | 1931 | 1936 | 1946 | 1954 |
| ---- | ---- | ---- | ---- | ---- | ---- | ---- | ---- | ---- |
| 472  | 468  | 473  | 407  | 423  | 423  | 415  | 428  | 432  |

| 1962 | 1968 | 1975 | 1982 | 1990 | 1999 | 2006  | 2011  | 2016  |
| ---- | ---- | ---- | ---- | ---- | ---- | ----- | ----- | ----- |
| 413  | 388  | 433  | 567  | 806  | 986  | 1 095 | 1 148 | 1 213 |

| 2021  | 2022  | - | - | - | - | - | - | - |
| ----- | ----- | - | - | - | - | - | - | - |
| 1 299 | 1 292 | - | - | - | - | - | - | - |

### Enseignement

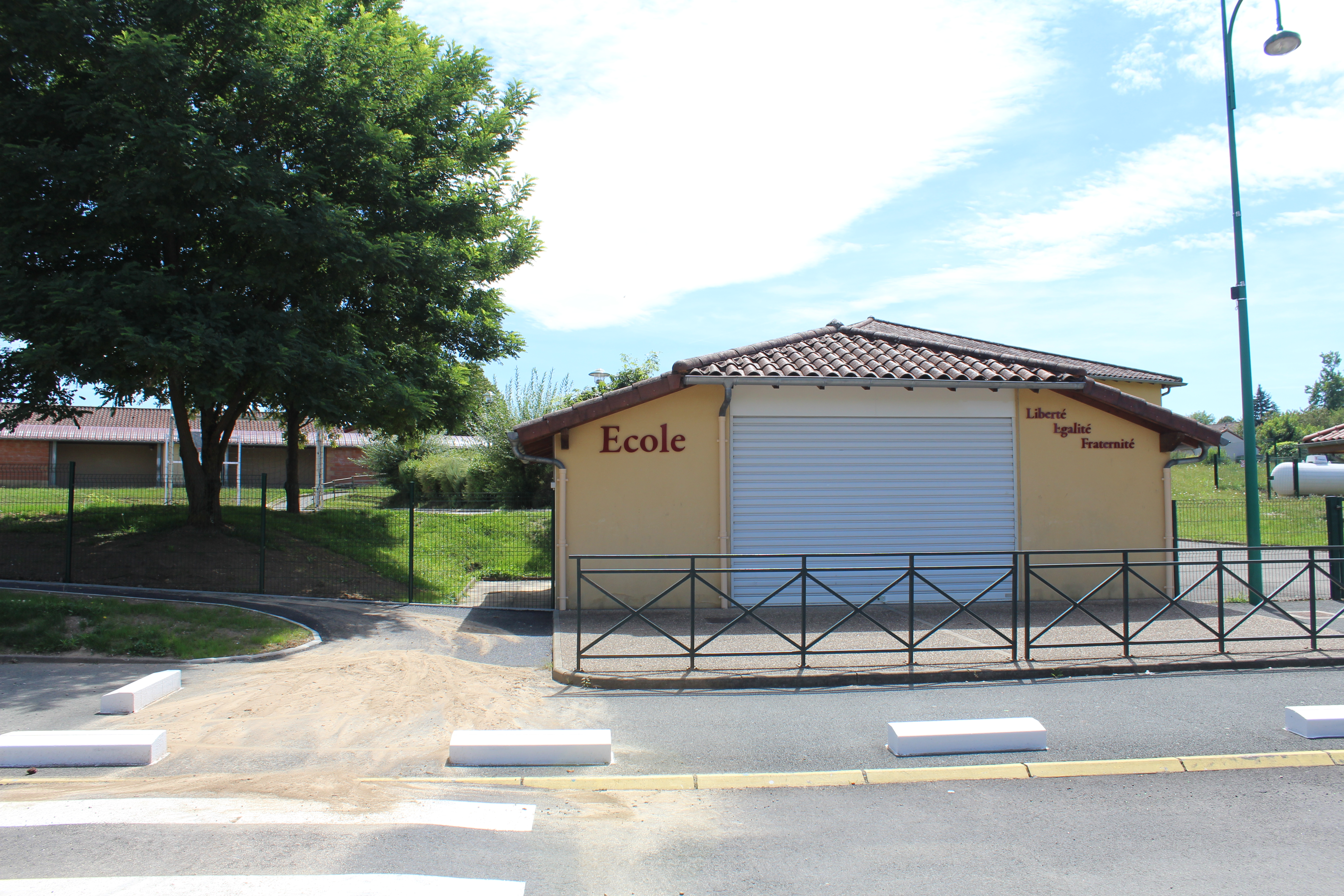
Entrée de l'école.

L'école réunit les élèves de la commune de la petite section au CM2 répartis en cinq classes.
Les élèves de cette école passant en 6e sont dirigés au collège George-Sand de Pont-de-Veyle. Enfin, le lycée de secteur de la commune est le lycée Lamartine, situé à Mâcon dans la région bourguignonne.

### Sports

#### Équipements

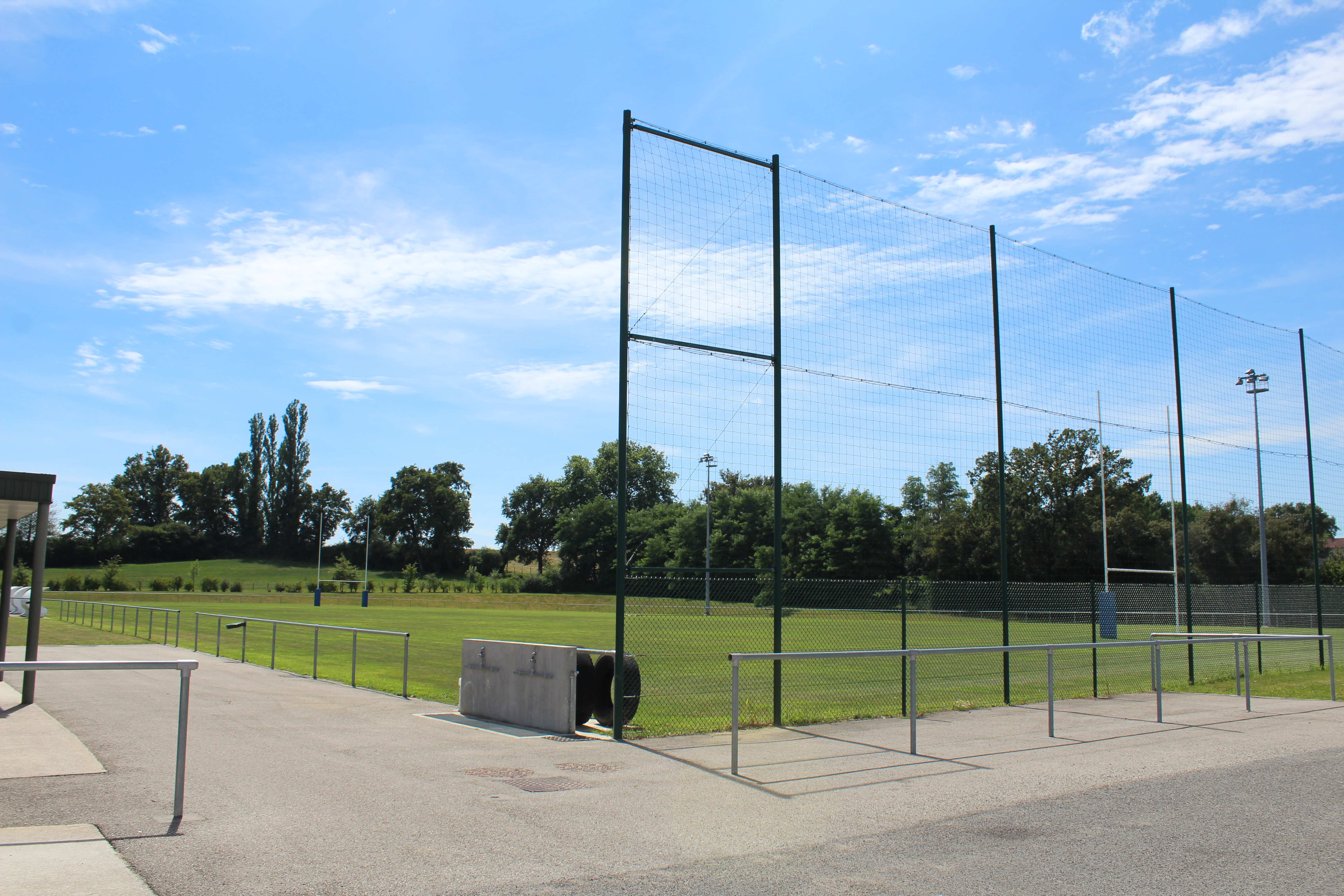
Stade de la Veyle.

- Le stade de la Veyle est un stade communautaire inauguré en 2011[28] regoupant un terrain de football synthétique accueillant des rencontres du FC Veyle Saône et un terrain de rugby accueillant des rencontres du RC Veyle Saône.
- Le stade municipal Maria-et-Armand-Veille est un terrain accueillant le CS Pont-de-Veyle de 1937 à 1990[29], année de la fusion entre le club et l'AS Grièges. Le stade inauguré en 1938 fut marqué par la réception du club de Sochaux[29]. Après la Seconde Guerre mondiale, le stade est nommé Stade Armand-Veille en l'honneur du maire de Crottet fusillé par les Allemands à Mâcon en 1944. Quelques années plus tard, le stade est renommé Stade Armand-et-Maria-Veille, Maria Veille étant la belle-sœur de Lucien Veille, ancien président du club.
- En face de la mairie se trouve un terrain de tennis avec un revêtement en goudron.

#### Événements
- Le 13 juillet 2024, la commune est la ville-départ de la 36e édition du Tour de l'Ain[30].

### Médias
- Le journal Le Progrès propose une édition locale aux communes de l'Ain. Il paraît du lundi au dimanche et traite des faits divers, des évènements sportifs et culturels au niveau local, national, et international.
- Le journal Voix de l'Ain est un hebdomadaire publié les vendredis qui propose des informations locales pour les différentes régions du département de l'Ain.
- La chaîne France 3 Rhône Alpes Auvergne est disponible dans la région.

### Sécurité

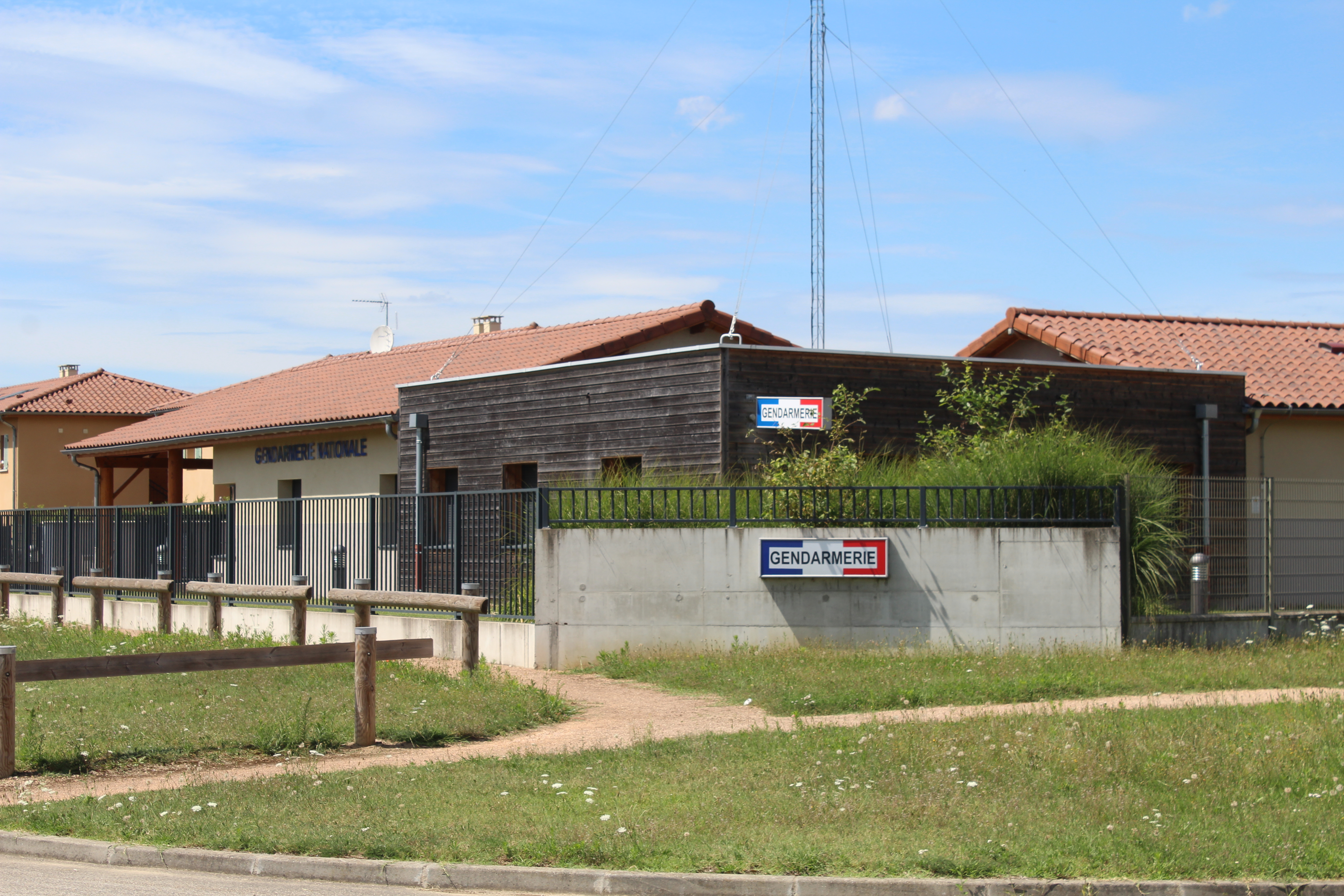
Caserne de la gendarmerie.

En 2011, la gendarmerie de Pont-de-Veyle, devenue trop vétuste, ferme ses portes et les militaires s'installent au lieu-dit Les Huguets dans des locaux neufs et plus modernes. Elle appartient à une communauté de brigades qui la lie avec celles de Saint-Laurent-sur-Saône et de Pont-de-Vaux.
Depuis 2016, Laiz participe au dispositif voisins vigilants.

## Économie

### Entreprises

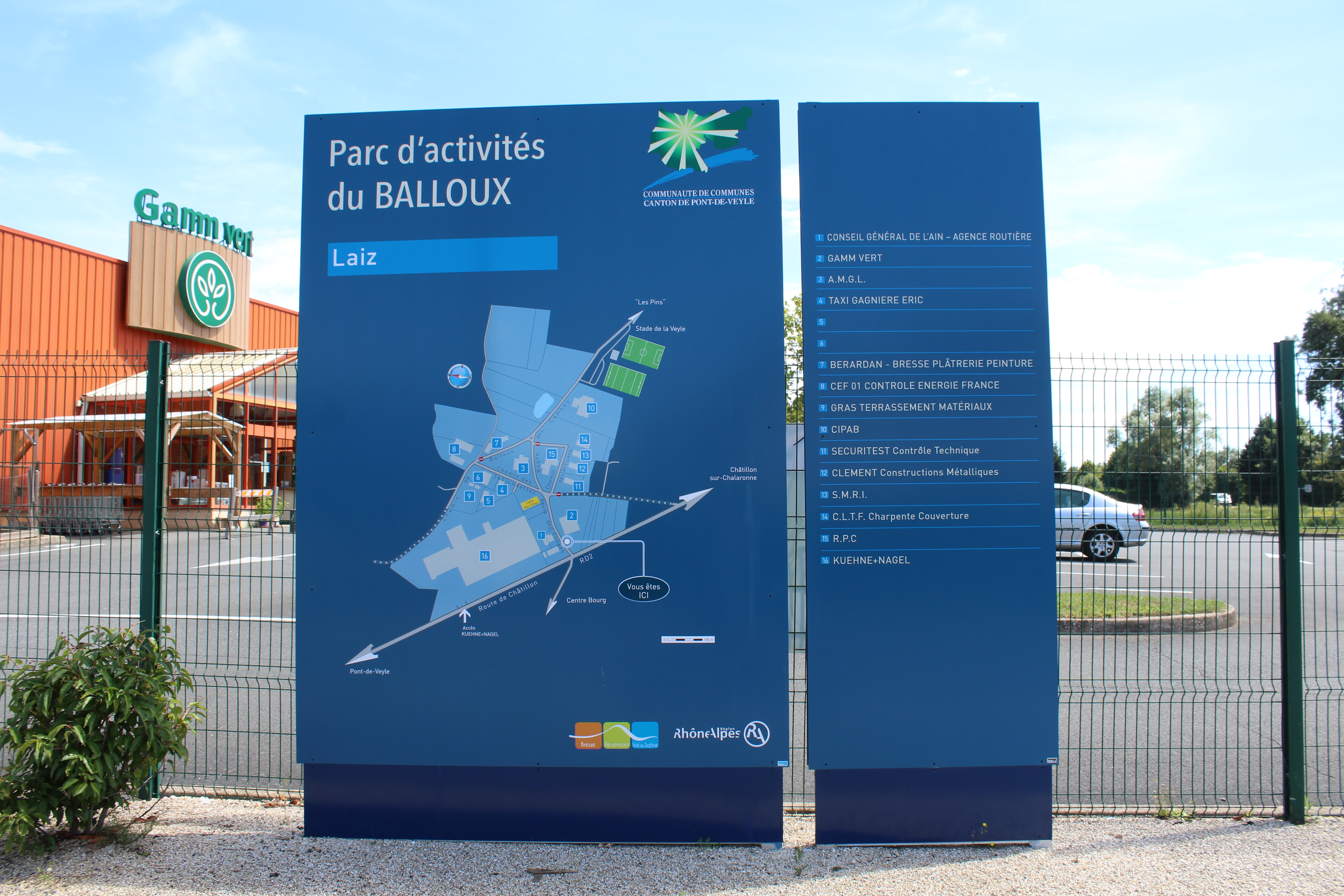
Plan du parc d'activités de Balloux.

Le territoire de Pont-de-Veyle étant trop exigu pour accueillir des entreprises qui ont besoin de grands terrains et locaux, celui de Laiz est devenu un territoire attractif pour l'économie. Le parc d'activité du Balloux en est le parfait exemple qui accueille un entrepôt de Kuehne + Nagel livrant les magasins Carrefour. On y trouve aussi l'antenne du Val de Saône et de la Bresse de l'agence routière et technique du département de l'Ain.

### Commerces
Laiz possède quelques commerces dont un supermarché et une enseigne de jardinerie.

## Culture et patrimoine

### Lieux et monuments
- Église Saint-Laurent d'architecture romane du XIIe siècle. Elle fut bâtie par le duc qui habitait le château de Pont-de-Veyle. De nombreuses croix ont été dressées en souvenir des disparus aux combats de la 1re et de la 2de guerres mondiales.
- Motte dite « poype de la Jaclière », citée en 1272[33].
- Monument en l'honneur des enfants du village morts au combat situé en face de l'église.
- Salle des fêtes située dans le parc d'activités de Balloux. Elle accueille divers événements communaux.
- Moulin Blanc et moulin du Foulon, sur la Petite Veyle.
- Plusieurs croix de chemins.

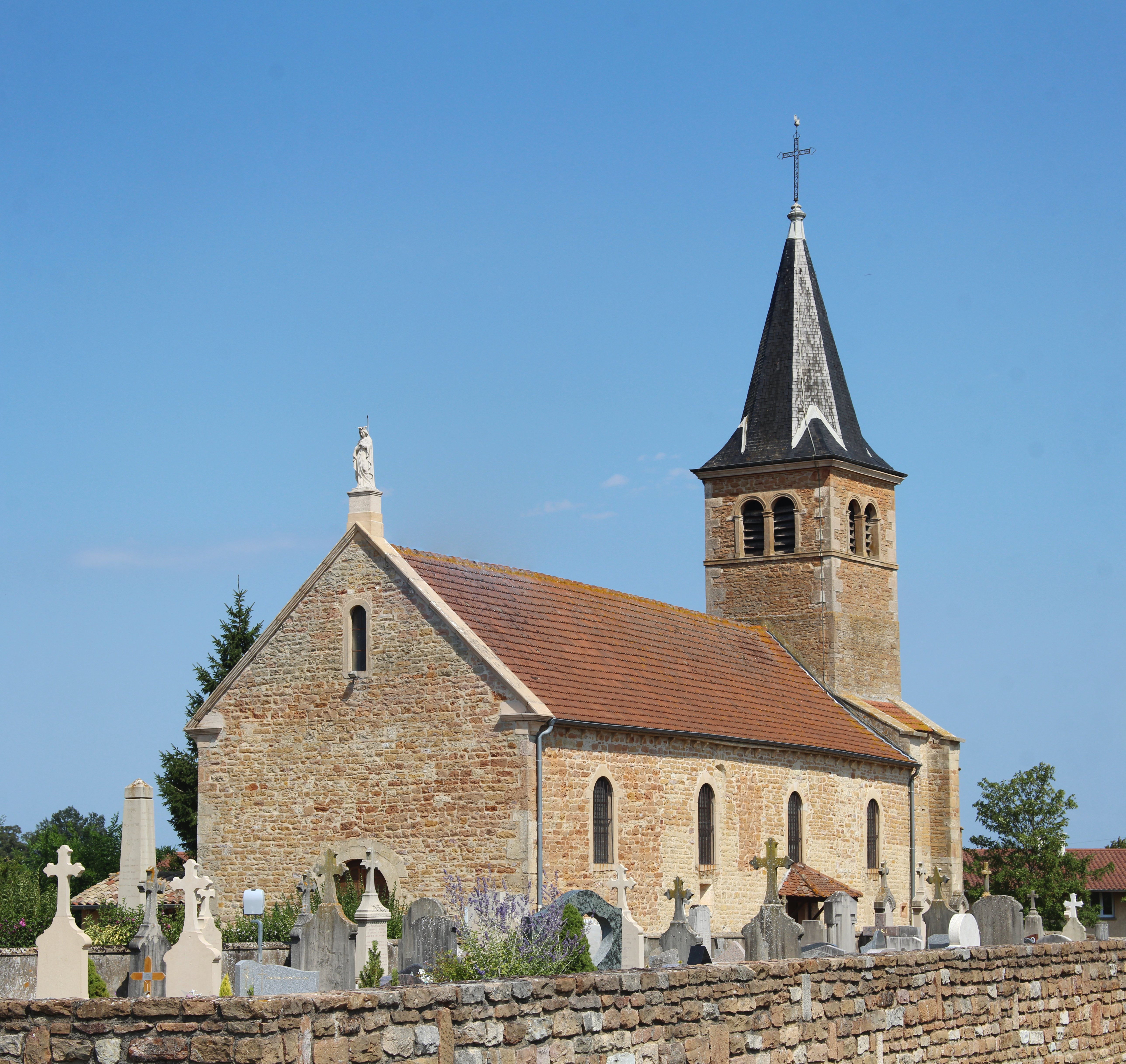
Église Saint-Laurent.
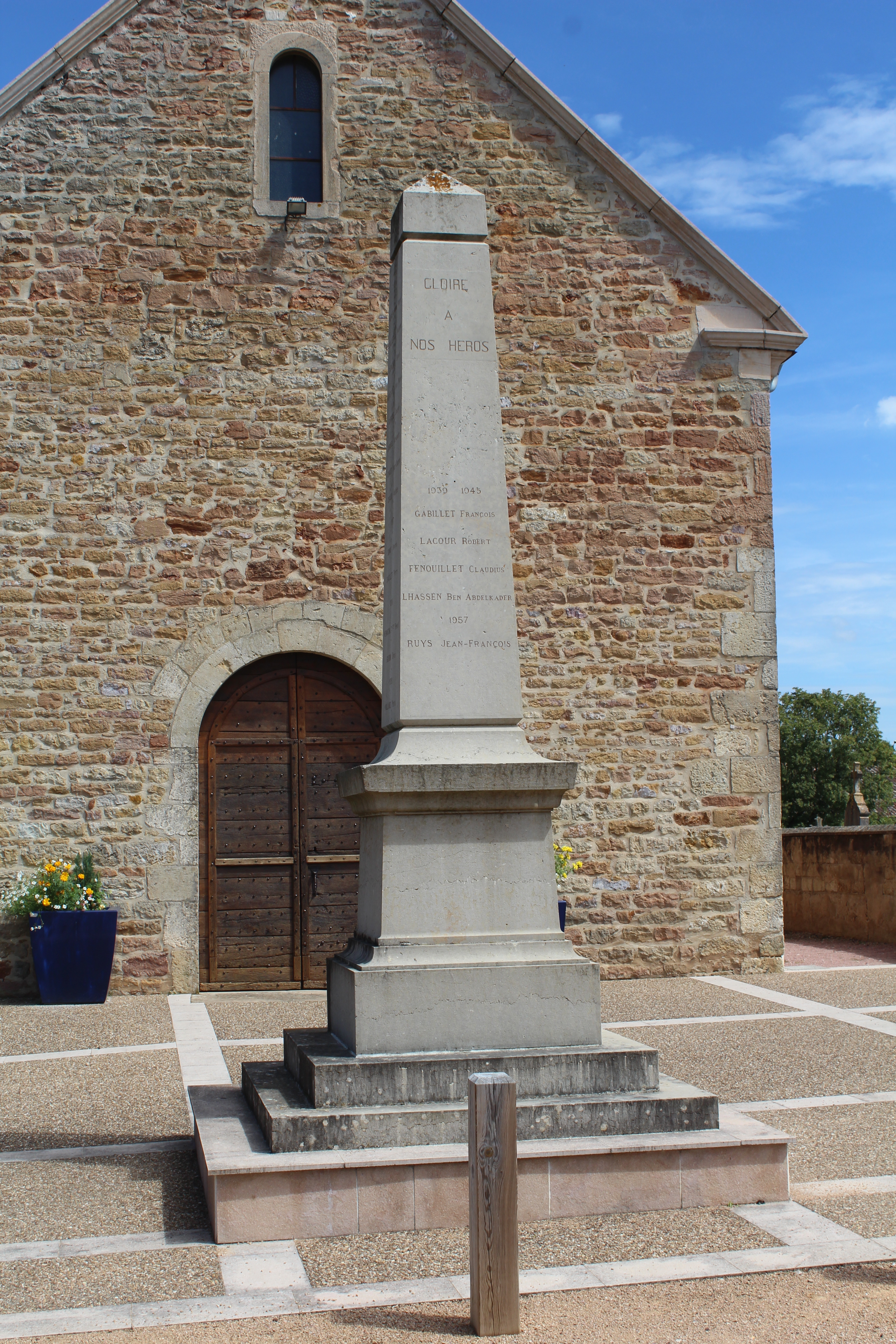
Monument aux morts.
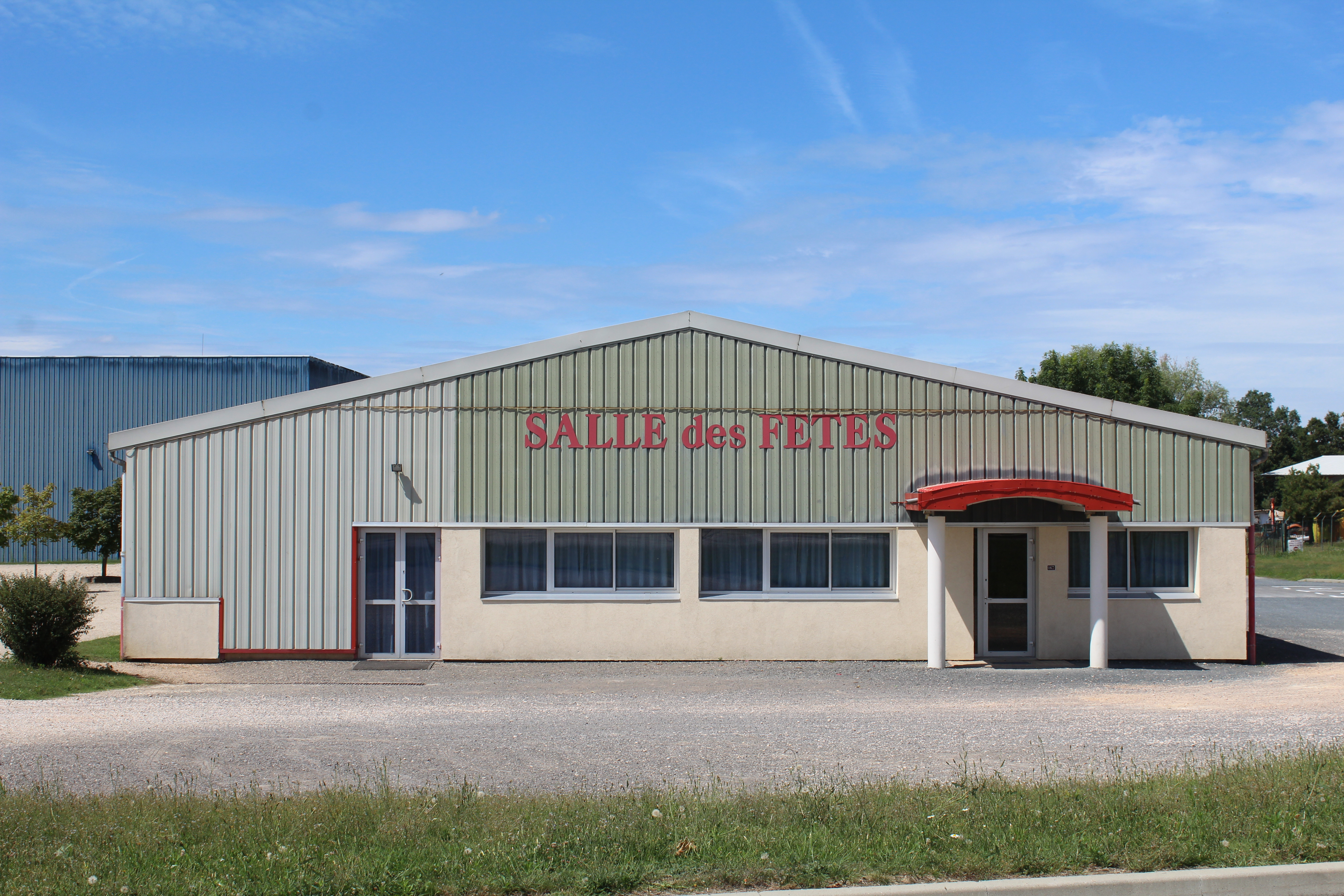
Salle des fêtes.
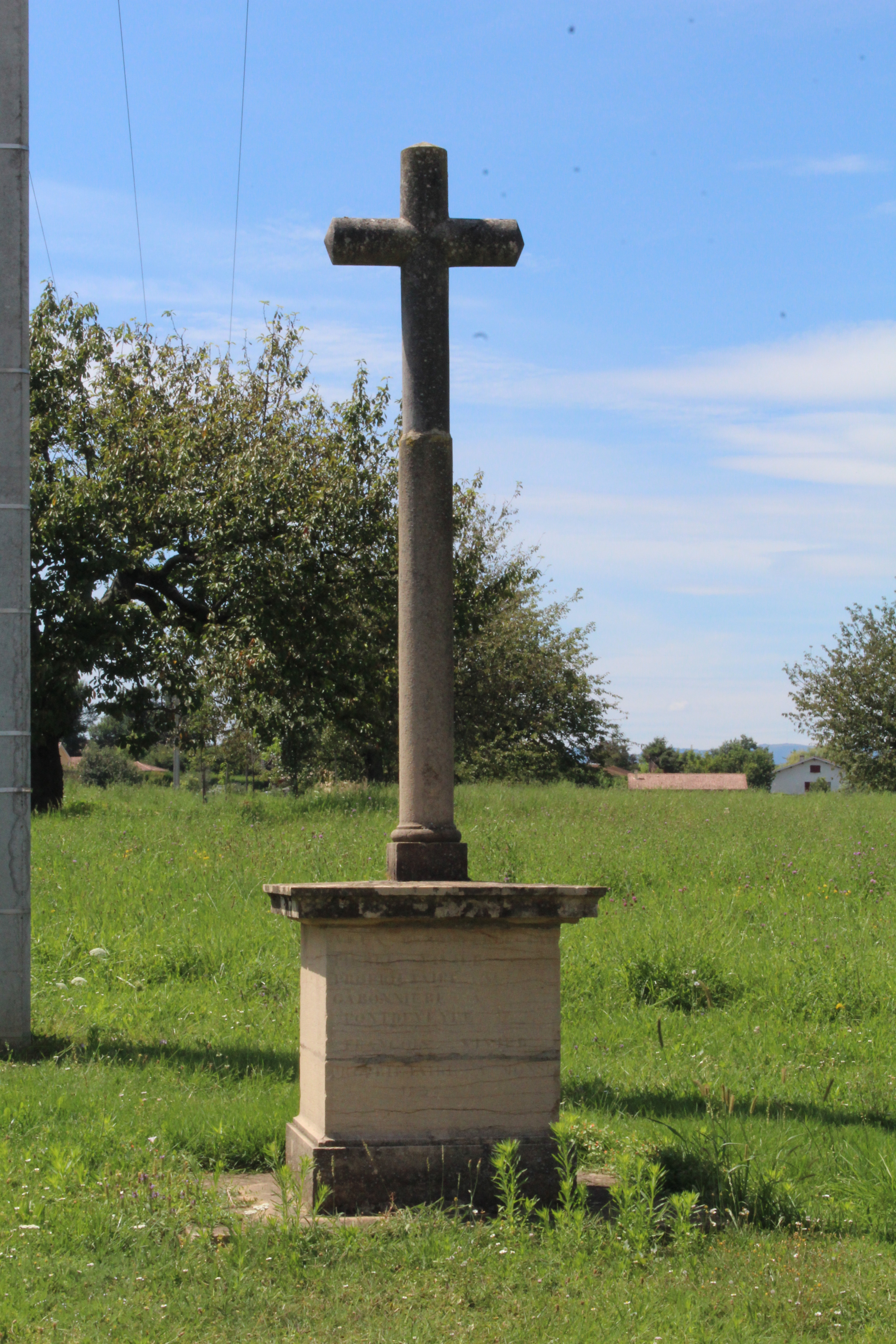
Croix des Gravannières.
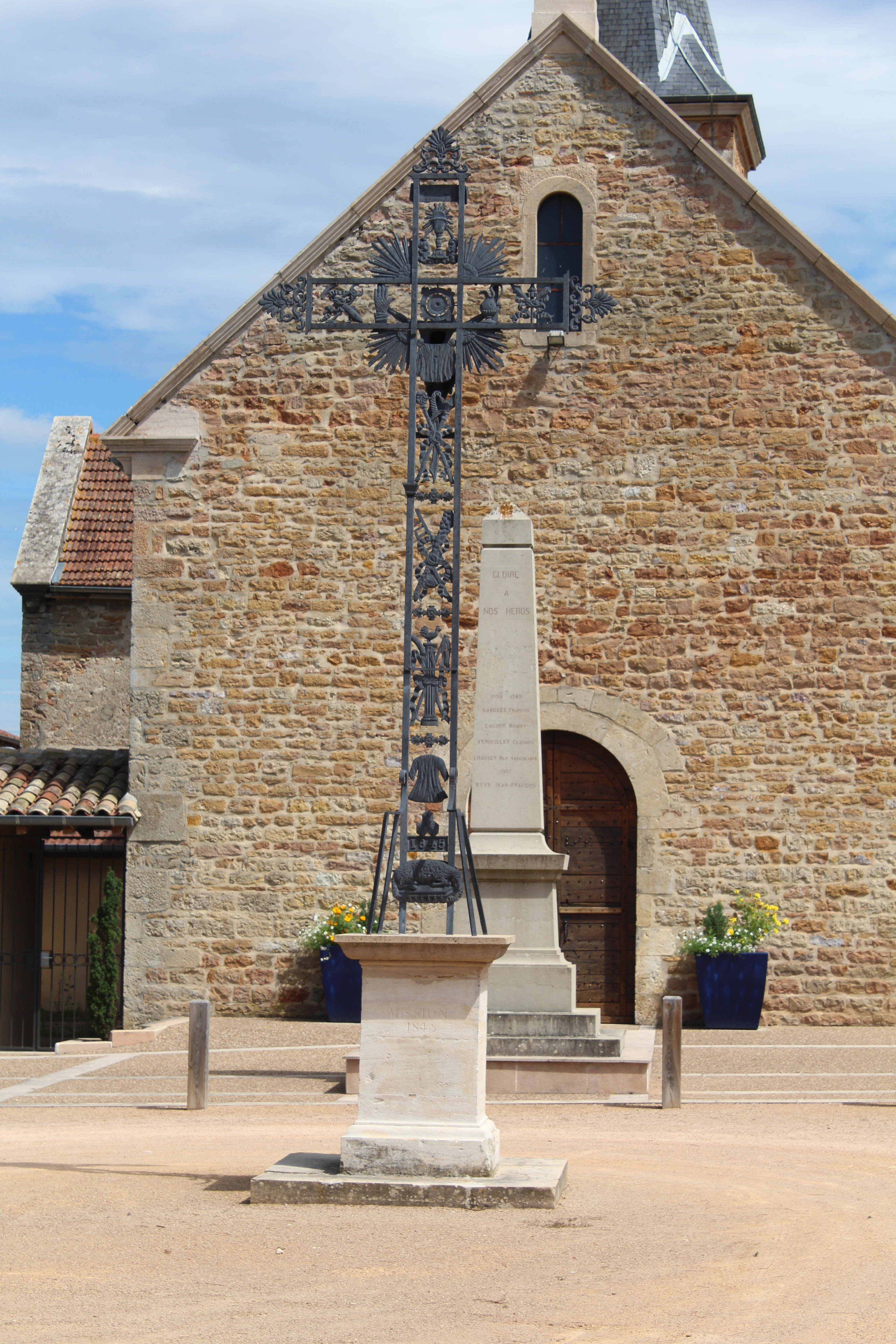
Croix de l'église.
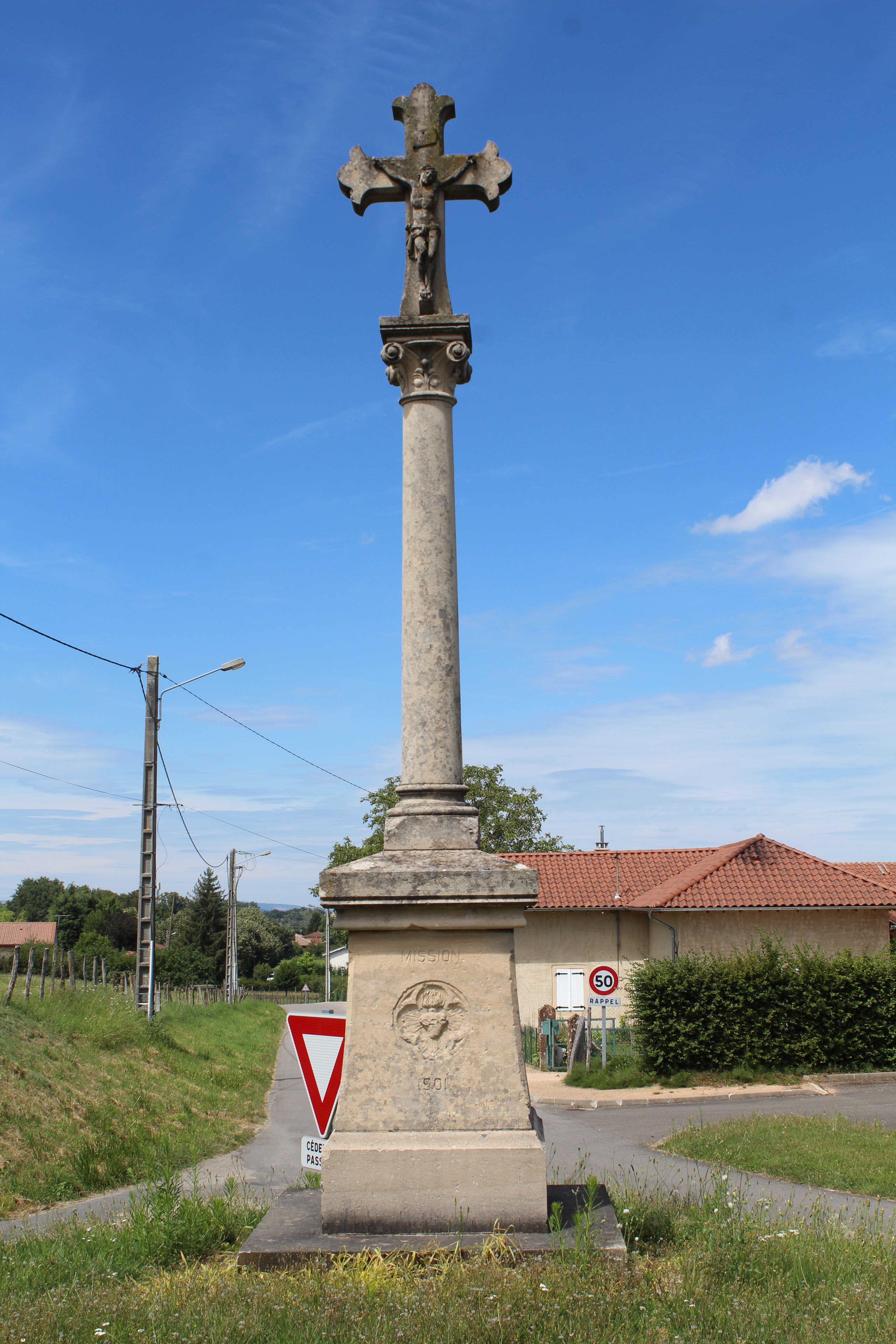
Croix du bourg.

### Gastronomie
Les spécialités culinaires sont celles de la région bressane, c'est-à-dire la volaille de Bresse, les gaudes, la galette bressane, les gaufres bressanes, la fondue bressane.
La commune se situe dans l'aire géographique de l'AOC Crème et beurre de Bresse et de l'AOC Volailles de Bresse.
Elle a aussi l'autorisation de produire le vin IGP Coteaux de l'Ain (sous les trois couleurs, rouge, blanc et rosé).